# Béatrice de Savoie (marquise de Saluces)
Pour les articles homonymes, voir Béatrix, Béatrix de Savoie et Béatrice de Savoie.
Béatrice de Savoie est une aristocrate issue de la maison de Savoie, fille du comte Amédée IV de Savoie et de Anne de Bourgogne. Elle est, par mariage, marquise de Saluces (1233-1247).

## Biographie
Béatrice ou Béatrix, prénom retenu par l'historien Samuel Guichenon, est la fille du futur comte Amédée IV et de Anne de Bourgogne, fille du duc Hugues III et de Béatrix ou Béatrice d'Albon, dauphine de Viennois et comtesse d'Albon. Sa date de naissance est inconnue. La thèse The corporate lineage : the House of Savoy in the thirteenth century (1992) propose cependant une naissance entre 1216 et 1218. La première mention de l'aristocrate remonte à l'année 1223.
En 1223, le comte Thomas Ier fait la paix avec le marquis Manfred III de Saluces (1210-1244). Ce dernier s'engage à épouser la jeune Béatrice, fille aînée du fils du comte.
Le mariage est célébré en mars 1233. Le couple donne naissance à un fils Thomas.
Après la mort de Manfred III, l'empereur Frédéric II envoie son ambassadeur, l'archevêque Gautier d'Ocra, auprès de la marquise afin de lui proposer de se remarier avec son fils naturel, Manfred Lancia (1232-1266). Le contrat est signé le 21 avril 1247,, à Chambéry. Les historiens estiment que Manfred Lancia a une quinzaine d'années et la marquise le double.
À l'occasion de ce mariage, le comte de Savoie récupère le château de Rivoli de l'Empereur, qui dote son fils naturel « de tous ses fiefs piémontais et lombards, depuis Pavie et la mer de Gênes jusqu'aux Alpes ».
Ils ont une fille, Constance (1248-1302).
Manfred devient roi de Sicile en août 1258, sous le nom de Manfred Ier de Sicile. Béatrice semble mourir plus tôt, au cours de cette même année, peut être en janvier.